# 密丛小报春
密丛小报春（学名：Primula rhodochroa）为报春花科报春花属下的一个种。

## 扩展阅读
- 維基物種上的相關：密丛小报春